# Campeonato Europeu de Beisebol de 1957
O Campeonato Europeu de Beisebol de 1957 foi a 4º edição do principal torneio entre seleções nacionais de beisebol da Europa. A campeã foi a Seleção Neerlandesa de Beisebol, que conquistou seu 2º título na história da competição. O torneio foi sediado na Alemanha.